# Robin Deckers
Robin Deckers (Kleef, 12 april 1995) is een Duitse-Nederlands voetballer die bij voorkeur als spits speelt.

## Carrière
Deckers begon met voetballen bij BV Sturm Wissel uit de Duitse plaats Wissel. In de zomer van 2015 werd hij toegevoegd aan de selectie van Jong Achilles '29, waarmee hij in de Beloften Eredivisie speelde. Op 4 maart 2016 debuteerde Deckers bij het eerste elftal in de met 3-1 verloren uitwedstrijd tegen NAC Breda, hij kwam in de 86e minuut in het veld voor Kürşad Sürmeli. Medio 2016 ging hij voor 1. FC Kleve spelen. Begin 2018 keerde hij terug bij BV Sturm Wissel en sinds de zomer van 2018 komt hij uit voor SGE Bedburg-Hau.

## Statistieken
| Seizoen                  | Club           | Land           | Competitie     | Competitie | Competitie | Beker | Beker | Totaal | Totaal |
| Seizoen                  | Club           | Land           | Competitie     | Wed.       | Dlp.       | Wed.  | Dlp.  | Wed.   | Dlp.   |
| ------------------------ | -------------- | -------------- | -------------- | ---------- | ---------- | ----- | ----- | ------ | ------ |
| 2015/16                  | Achilles '29   | Nederland      | Eerste divisie | 1          | 0          | 0     | 0     | 1      | 0      |
| Carrièretotaal           | Carrièretotaal | Carrièretotaal | Carrièretotaal | 1          | 0          | 0     | 0     | 1      | 0      |
| Bijgewerkt op 2 mei 2016 |                |                |                |            |            |       |       |        |        |